# Jiří Kaše
Jiří Kaše (6. srpna 1946 Josefov –⁠ 31. března 2022) byl český historik umění.

## Život
Po absolvování studia dějin umění na Filosofické fakultě Univerzity Karlovy v Praze v letech 1972–1983 pracoval v Pražském středisku státní památkové péče a ochrany přírody na Malém náměstí 13 (nyní pracoviště Národního památkového ústavu Na Perštýně), kde vedl oddělení dokumentace památek. Zde mimo jiné odborně zdokumentoval skulptury M. B. Brauna v klementinském chrámu sv. Klimenta, z nichž připravil vůbec první samostatnou výstavu tohoto umělce. Následně zpracoval Braunovy plastiky z Kuksu v monografii Braunův Betlém. Krátce nastoupil k aspirantuře do Národní galerie v Praze. V letech 1984–1991 pracoval ve Státních restaurátorských atelierech Praha. V této době realizoval kromě jiného rozsáhlou akci restaurování kamene orloje a podvěží Staroměstské radnice. Byl také vědeckým tajemníkem odborné komise pro dokumentaci, průzkum a restaurování románské ostatkové skříně sv. Maura.[zdroj?] V souvislosti se záchranou nástěnných maleb Josefa Váchala v litomyšlském  Portmoneu stál roku 1993 u vzniku restaurátorské školy v Litomyšli, která byla později povýšena na Fakultu restaurování Univerzity Pardubice a kde až do své smrti působil na katedře humanitních věd.
Hlavní osou jeho odborného zájmu byla středoevropská výtvarná kultura od 17. do 19. století, zejména barokní sochařství, teoretické a praktické aspekty restaurování a památkové péče. Své znalosti v zásadním syntetickém přehledu vložil do devátého svazku ediční řady Velkých dějin zemí Koruny české, věnovanému českému baroku z let 1683–1740.

## Řimsologie
Spolu s muzikologem Juliem Hůlkem byl zakladatelskou osobností absurdního "vědeckého" oboru – řimsologie. Byl doktorem řimsologie[zdroj?] a praktikujícím řimsologem.